# Гребельки (Киевская область)
Гребельки (укр. Гребельки) — село, входит в Великодымерскую поселковую общину Броварского района Киевской области Украины.
Население по переписи 2001 года составляло 78 человек. Почтовый индекс — 07444. Телефонный код — 4594. Занимает площадь 0,95 км². Код КОАТУУ — 3221288402.

## Местный совет
07444, Киевская обл., Броварский р-н, с. Светильня, ул. Королёва, 2